# Bussocaba
Bussocaba  é um bairro localizado no município de Osasco, no estado de São Paulo, no Brasil.

## Topônimo
"Bussocaba" é uma palavra oriunda da língua tupi que significa "lugar de chegada de cobra", através da junção dos termos mboîa ("cobra"), syk ("chegar") e aba ("lugar").

## Descrição
É delimitado, a norte, pelos bairros Santo Antônio e Jaguaribe; a leste, pelo bairro Jardim D'Abril; ao sul, com os bairros City Bussocaba e Novo Osasco; a oeste, com os bairros Novo Osasco e Jardim Veloso. Os seus loteamentos são: Jardim Helena Maria; Jardim Olga; Jardim Marinho; Jardim Nossa Senhora Aparecida; Jardim Bussocaba; Vila Prado; Parque Das Rosas; Vila Jacy; Vila Ana; Vila Maria Isabel; Jardim Atallah Ii; Vila Assaly; Jardim Primavera e Conjunto Veloso De Castro.

## Vias principais
- Avenida Visconde de Nova Granada
- Avenida Flora
- Avenida Walter Boveri
- Avenida Novo Osasco
- Avenida João de Andrade[1]

## Dados da segurança pública do bairro
| Ocorrências de 2004           | Números | Porcentagem % |
| ----------------------------- | ------- | ------------- |
| Homicídio doloso              | 3       | 2,52          |
| Tentativa de homicídio doloso | 3       | 2,52          |
| Estupro                       | 2       | 1,68          |
| Corrupção de menores          | 1       | 0,84          |
| Furto                         | 27      | 22,69         |
| Roubo                         | 34      | 28,57         |
| Roubo de veículos             | 13      | 10,98         |
| Furto de veículos             | 36      | 30,25         |
| Total de ocorrências          | 119     | 100,0         |

Fonte - Secretaria de Gestão Estratégica – Pesquisa - 2005

## Educação
- Escola Estadual José Ribeiro de Souza
- Escola Estadual Professor Orlando Geríbola[1]